# پاتریک کیلپاتریک
پاتریک کیلپاتریک (انگلیسی: Patrick Kilpatrick؛ زادهٔ ۲۰ اوت ۱۹۴۹) هنرپیشه اهل ایالات متحده آمریکا است.
از فیلم‌ها یا برنامه‌های تلویزیونی که وی در آن نقش داشته‌است می‌توان به گزارش اقلیت، حکم مرگ، پاک‌کن، خواب‌پریشی، بهترین بهترین‌ها ۲، تحت محاصره ۲: قلمرو تاریکی، آخرین پایمرد، آخرین ایستادگی در رودخانه صیبر و آب سیاه اشاره کرد.